# 마쓰다이라 다다마사 (1683년)

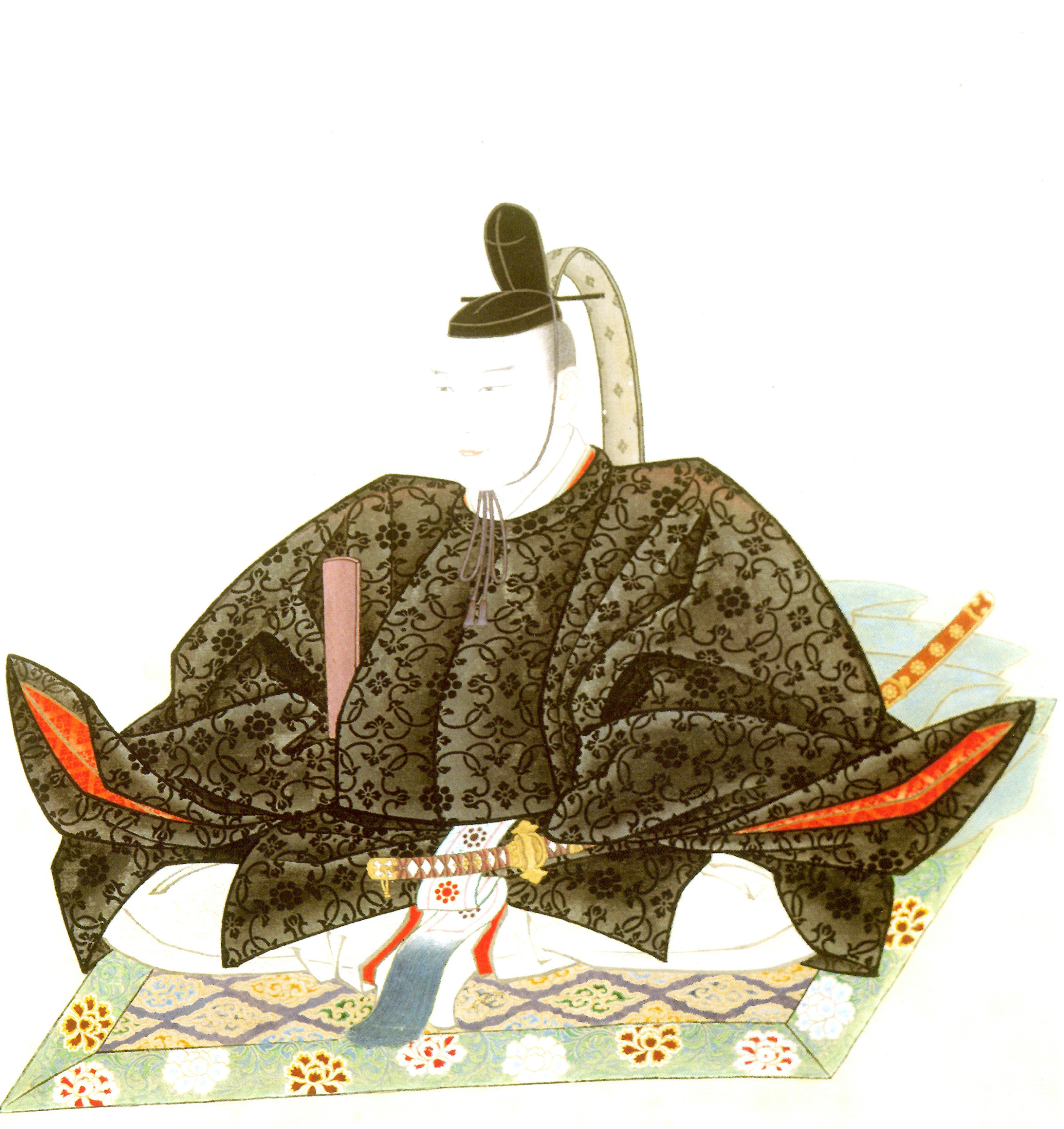
마쓰다이라 다다마사

마쓰다이라 다다마사(일본어: 松平忠雅, 1683년 11월 12일 ~ 1746년 8월 6일)는 에도 시대의 다이묘이다. 오쿠다이라 마쓰다이라 가의 당주이자 제2대 야마가타번주, 빈고 후쿠야마 번주, 초대 구와나번주이다. 어릴적 이름은 사이구(斎宮)이며, 통칭은 사젠(左膳)이다.
덴나 3년(1683년) 9월 24일, 야마가타 번 초대 번주 마쓰다이라 다다히로의 장손이자 마쓰다이라 기요테루의 장남으로 태어났다. 아버지 기요테루가 병약했기 때문에, 그 아들인 다다마사가 할아버지 다다히로의 양자가 되어 겐로쿠 5년(1692년) 가문을 계승하고 야마가타 번주가 되었다. 겐로쿠 13년(1700년), 야마가타에서 후쿠야마로 전봉되었고, 호에이 7년(1710년)에는 구와나 번주가 되었다.
야마가타, 후쿠야마에서의 치세는 단기간이었기 때문에 기록이 거의 없으나, 구와나에서는 다다마사 이래 7대가 통치를 하였고, 그 동안의 치세에 대한 평가는 높다. 엔쿄 3년(1746년) 6월 20일, 64세로 사망하였다. 셋째 아들 다다토키가 그 뒤를 이었다.
| 전임 마쓰다이라 다다히로 | 제2대 야마가타번 번주 (오쿠다이라 마쓰다이라가) 1692년 ~ 1700년 | 후임 홋타 마사토라 |

| 전임 막부령(미즈노 가쓰미네) | 빈고 후쿠야마 번 번주 (오쿠다이라 마쓰다이라가) 1700년 ~ 1710년 | 후임 아베 마사쿠니 |

| 전임 마쓰다이라 사다시게 | 제1대 구와나번 번주 (오쿠다이라 마쓰다이라가) 1710년 ~ 1746년 | 후임 마쓰다이라 다다토키 |